# Свети Александър Невски (Варшава)
Катедралата „Александър Невски“ във Варшава (на полски: Sobór św. Aleksandra Newskiego) е бивша православна руска църква от времето на Полското царство.
Намирала се е на Саксонския площад в града. Строителството ѝ започва през 1894 г., открита е през 1912 г. След завършването ѝ височината на катедралата достига 70 метра, с което по онова време е най-високата сграда във Варшава.
Катедралата е разрушена в средата на 1920-те години, т.е. по-малко от 15 години след откриването ѝ. Основният мотив за събарянето ѝ бил, че катедралата напомняла за руското господство над Полша. Ведно с този храм в периода между световните войни са унищожени и други православни църкви в Полша.